# AV1
AV1 (AOMedia Video 1) – otwarty, wolny od opłat licencyjnych format kodowania wideo, pierwotnie zaprojektowany do transmisji wideo przez Internet. Został on opracowany jako następca VP9 przez Alliance for Open Media (AOMedia), konsorcjum założone w 2015 r., w którego skład wchodzą firmy produkujące półprzewodniki, dostawcy usług wideo na żądanie, producenci treści wideo, firmy zajmujące się tworzeniem oprogramowania oraz dostawcy przeglądarek internetowych. Specyfikacja strumienia bitów AV1 obejmuje referencyjny kodek wideo.
W 2018 r. Facebook przeprowadził testy, które przybliżały warunki rzeczywiste, a referencyjny koder AV1 osiągnął odpowiednio o 34%, 46,2% i 50,3% wyższą kompresję danych niż libvpx-vp9, x264 High profile i x264 Main profile.